# Ruchańce drożdżowe
Ruchańce drożdżowe (placki ruchane) – lekko słodkie, okrągłe, czasem owalne, pulchne racuszki z ciasta drożdżowego. Potrawa popularna na Kujawach.
Jest to potrawa prosta i szybka w przygotowaniu. Sporządza się je z mąki, drożdży, mleka, jaj, roztopionego masła i soli. Wyrobione ciasto formuje się w niewielkie placuszki i zostawia do wyrośnięcia, po czym smaży w niewielkiej ilości oleju roślinnego lub smalcu. Niegdyś ruchańce przyjmowały wielkość patelni. Lista produktów tradycyjnych przyjmuje, że wartość średnicy gotowych racuszków powinna wynosić 8-10 cm a ich grubość – ok. 1,5-2,5 cm.
Ruchańce drożdżowe podaje się zazwyczaj posypane cukrem pudrem, ewentualnie z powidłami lub marmoladą. Dawniej podawano je m.in. z twarożkiem a nawet z żurem. Przygotowywano je głównie podczas karnawału. 
Ruchańce drożdżowe wpisane są na Listę produktów tradycyjnych województwa kujawsko-pomorskiego.